# 鄧茂七
鄧茂七（とう もしち、? - 1449年2月28日）は、明朝中期の農民反乱指導者。江西省建昌（現在の南城県）出身で元々は小作農であったが、のちに福建省へと移った。正統13年（1448年）に蜂起を起こしたが、翌年に殉死する。この戦いは「鄧茂七の乱」と呼ばれる。